# Kwilu-Ngongo
Pour les articles homonymes, voir Ngongo.
Kwilu-Ngongo est une localité du territoire de Mbanza-Ngungu dans le Kongo Central, au Congo-Kinshasa.

## Géographie
La localité est située sur la route RP115 à 49 km au sud-ouest du chef-lieu territorial Mbanza-Ngungu.
Kwilu-Ngongo est traversé par la ligne de chemin de fer Matadi-Kinshasa, et est situé à 17 Km de la route nationale numéro 1.
La partie Est de Kwilu-Ngongo est composée des plaines où on trouve les plantations des cannes à sucre.  La partie centrale et l'Ouest est composée des montagnes et des collines.
L'hydrographie de Kwilu-Ngongo est dominée par deux grandes rivières ;  la rivière Kwilu et la rivière Ngongo. Le Kwilu est plus important que le Ngongo, elle est une rivière de plaine et le Ngongo est des montagnes. Les précipitations dans la région est environ 700 mm par an.

## Histoire
Elle s’appelait Moerbeke durant l’époque coloniale, référant à une commune sucrière à la Flandre (Moerbeke-Waas).

## Administration
Localité de 28 249 électeurs recensés en 2018, elle a le statut de commune rurale de moins de 80 000 électeurs, elle compte 7 conseillers municipaux en 2019.

## Économie
Son activité économique principale est la production de sucre de canne avec les plantations de la Compagnie sucrière Kwilu-Ngongo et la société Kwilu-Briques.
Le manioc très cultiver à kwilu-ngongo est transformé en fufu est la principale source de farine. Biocyte Compagnie.

## Éducation
L'éducation de la région se divise en trois groupes:
- Les écoles nationales
- Les écoles conventionnées
- Les écoles privées.

Il n'y a pas d'universités à Kwilu-Ngongo.
Une institution d'études supérieures, l'IST, se trouve à Kwilu-Ngongo.[réf. nécessaire]

## Identifiants
codes postaux :
2006040 Kwilu-Ngongo commune, 2006050 Kwilu-Ngongo secteur